# Dominikus Morano
Dominikus Morano (* ca. 1720; † 16. April 1785 in Eppingen) war von ca. 1750 bis 1776 in Eppingen Anwalt und Subpraetor, d. h. Vertreter des Stadtschultheißen und Sprecher der Bürgerschaft.

## Familie
Dominikus Morano war italienischer Kaufmann und kam aus Tremezzo an der Westseite des Comer Sees. In erster Ehe heiratete er im September 1745 in Eppingen die Anna Maria geborene Eberlin († 14. März 1756), die Witwe des Waibstädter Stadtrats Benedikt Rebuskino, der ebenfalls aus Italien stammte. Aus dieser Ehe stammen fünf Kinder: Anna Maria Elisabeth (getauft 29. Juni 1746), Carl Franz (getauft 19. August 1748), Anna Felicitas (getauft 23. Oktober 1749), Margarete Franziska (getauft 30. März 1751) und Maria Angelina (getauft 10. März 1756; † 5. April 1794).
In zweiter Ehe heiratete er am 2. Mai 1757 Maria Anna Barbara geborene Klamm (* ca. 1740; † 1. Februar 1820 in Eppingen), Tochter des Johann Klamm. Aus dieser Ehe stammen 8 Kinder: Maria Catharina Sidonia (getauft 5. Mai 1758; † 28. März 1768), Maria Josepha Amalia (getauft 7. Juni 1759; † 23. November 1817), Maria Anna (getauft 5. August 1760), Peter Franz (* 3. September 1761; † 23. Mai 1828), Maria Rosalia Josepha (getauft 26. Mai 1763), Maria Franziska Anastasia (getauft 10. Oktober 1764; † 25. Oktober 1764), Carl Anton Dominik (getauft 25. November 1765; † 4. April 1769) und Carl Dominik (getauft 30. Oktober 1769; † 24. April 1847).

## Tätigkeit
Der Kaufmann Morano handelte mit Spezereiwaren, vor allem mit Speiseölen, Gewürzen und Kolonialwaren. Seine Söhne Peter Franz und Karl Dominikus übernahmen diesen Berufszweig und waren regelmäßig auf den Messen in Frankfurt am Main.